# 黃蟬
黃蟬（學名：Allamanda schottii）別稱為硬枝黃蟬、夾竹桃葉黃蟬、小花黃蟬、叢立黃蟬及黄兰蝉。為夾竹桃科黃蟬屬植物。原生於巴西，現廣植於熱帶地區，為觀賞植物。花期為5-8月，果期10-12月。因花蕾的形狀及顏色貌似即將羽化的蟬蛹，故而得名硬枝黃蟬。

## 形態特徵
硬枝黃蟬是一種直立灌木，高約1-2米。葉中脈及側脈披鱗片狀短柔毛，側脈每邊7-12條，背脈隆起，單葉3-5片輪生，卵形、橢圓形或長圓形狀，長5-12厘米，闊1.5-4厘米，葉柄短約長1-2毫米。花為聚繖花序頂生，鮮黃色，花冠呈漏斗形，裂片圓或卵形先端鈍，花冠管內帶有紅褐色條紋，喉部有毛，冠筒細長基部膨大，長4-6厘米。果為蒴果球形，具長剌，結果率高，直徑約2-3公分，最长可达4公分，种子扁平，黄色。

## 分布
原生于巴西，現廣植於熱帶地區。台湾以及中国大陆的广西、福建、广东、北京等地皆有人工引种栽培。

## 種植
性喜高溫多濕氣候，喜歡充足陽光，耐寒性較弱，待土壤乾燥時補充水份即可。適合以肥沃或砂質壤土栽培。

## 醫藥用途及其毒性
性味辛、苦、溫。全株具有毒性，尤其乳液，誤食可引致流產、嘔吐、腹瀉、發燒、噁心、嘴唇紅腫、心跳加快、循環系統障礙等，影響心臟、循環和呼吸系統。

## 象徵圖案
- 1990年代香港教育電視中學英文科片頭以花卉系列為主題，其中中學一年級版本為黃蟬 (Allamanda Series)。